# Dalen Terry
Dalen Lee Terry (Phoenix, Arizona; 12 de julio de 2002) es un jugador de baloncesto estadounidense que pertenece a la plantilla de los Chicago Bulls de la NBA. Mide 2,01 metros y juega en la posición de alero. 

## Trayectoria deportiva

### Instituto
Terry es originario de Phoenix,  y asistió a la escuela secundaria Corona del Sol en Tempe, Arizona, antes de ser transferido al Hillcrest Prep en Phoenix, jugando junto al futuro jugador de Arizona, Deandre Ayton. En dos años en Hillcrest promedió 15,8 puntos, 7,4 rebotes, 10,3 asistencias, 3,7 robos y 1,9 tapones por partido.

### Universidad
Jugó dos temporadas con los Wildcats de la Universidad de Arizona, en las que promedió 6,6 puntos, 4,2 rebotes, 2,9 asistencias y 1,0 robos de balón  por partido. En su segunda temporada fue incluido en el mejor quinteto defensivo de la Pac-12 Conference.
El 22 de abril de 2022 se declaró elegible para el draft de la NBA manteniendo su elegibilidad universitaria. Más tarde decidió permanecer en el draft.

#### Estadísticas
| Año     | Equipo  | PJ | PT | MPP  | %TC  | %3P  | %TL  | RPP | APP | ROB | TPP | PPP |
| ------- | ------- | -- | -- | ---- | ---- | ---- | ---- | --- | --- | --- | --- | --- |
| 2020–21 | Arizona | 26 | 14 | 20.7 | .415 | .326 | .614 | 3.2 | 1.5 | .7  | .4  | 4.6 |
| 2021–22 | Arizona | 37 | 37 | 27.8 | .502 | .364 | .736 | 4.8 | 3.9 | 1.2 | .3  | 8.0 |
| Total   | Total   | 63 | 51 | 24.9 | .477 | .350 | .680 | 4.2 | 2.9 | 1.0 | .3  | 6.6 |

### Profesional
Fue elegido en la decimoctava posición del Draft de la NBA de 2022 por los Chicago Bulls.

## Estadísticas de su carrera en la NBA

### Temporada regular
| Año     | Equipo  | PJ  | PT | MPP  | %TC  | %3P  | %TL  | RPP | APP | ROB | TPP | PPP |
| ------- | ------- | --- | -- | ---- | ---- | ---- | ---- | --- | --- | --- | --- | --- |
| 2022-23 | Chicago | 38  | 0  | 5.6  | .444 | .259 | .667 | 1.0 | .6  | .3  | .1  | 2.2 |
| 2023-24 | Chicago | 59  | 2  | 11.5 | .439 | .230 | .581 | 1.9 | 1.4 | .5  | .3  | 3.1 |
| 2024-25 | Chicago | 73  | 5  | 13.5 | .448 | .356 | .710 | 1.7 | 1.3 | .6  | .2  | 4.5 |
| Total   | Total   | 170 | 7  | 11.1 | .445 | .298 | .662 | 1.6 | 1.2 | .5  | .2  | 3.5 |